# هنری لیپسان
 هنری لیپسان (انگلیسی: Henry Lipson؛ زاده ۲۳ ژانویه ۱۹۱۰ درگذشته ۱۹۹۱) یک فیزیک‌دان اهل بریتانیا بود. 